# Spawn (serie animata)
Spawn (Todd McFarlane's Spawn) è una serie televisiva animata statunitense del 1997, creata da Todd McFarlane.
Basata sull'omonimo personaggio dei fumetti della Image Comics, la serie è stata trasmessa per la prima volta negli Stati Uniti su HBO dal 16 maggio 1997 al 28 maggio 1999, per un totale di 18 episodi ripartiti su tre stagioni. In Italia la serie è stata trasmessa su TELE+ dal 1997. 

## Trama
Ogni 400 anni un guerriero emerge dall'oscurità per fare da ago della bilancia nello scontro eterno tra le forze del bene e del male. Il misterioso guerriero mascherato in questione è l'ex agente speciale Al Simmons, alias Spawn. Tornato in vita dopo cinque anni dalla sua morte sotto forma di creatura infernale, trova molte cose cambiate e faticherà non poco per fare chiarezza dentro ed attorno a sé, una volta fatto un patto con il malvagio demone Malebolgia, oltre che affrontare i suoi nemici di sempre: Jason Wynn e il Violator (alias il Clown).

## Episodi

### Prima stagione
| n° | Titolo originale     | Titolo italiano   | Prima TV USA   | Prima TV Italia |
| -- | -------------------- | ----------------- | -------------- | --------------- |
| 1  | Burning Visions      | Il risveglio      | 16 maggio 1997 |                 |
| 2  | Evil Intent          | Le forze del male | 23 maggio 1997 |                 |
| 3  | No Rest, No Peace    | Nessuna tregua    | 30 maggio 1997 |                 |
| 4  | Dominoes             | Dominoes          | 6 giugno 1997  |                 |
| 5  | Souls in the Balance | Anime in bilico   | 16 giugno 1997 |                 |
| 6  | End Games            | Fine dei giochi   | 30 giugno 1997 |                 |

### Seconda stagione
| n° | Titolo originale     | Titolo italiano       | Prima TV USA   | Prima TV Italia |
| -- | -------------------- | --------------------- | -------------- | --------------- |
| 7  | Home, Bitter Home    | Casa, amara casa      | 15 maggio 1998 |                 |
| 8  | Access Denied        | Accesso negato        | 22 maggio 1998 |                 |
| 9  | Colors of Blood      | Il colore del sangue  | 29 maggio 1998 |                 |
| 10 | Send in the KKKlowns | Fate entrare i klowns | 5 giugno 1998  |                 |
| 11 | Death Blow           | Vento di morte        | 12 giugno 1998 |                 |
| 12 | Hellzapoppin         | Distruggere l'inferno | 19 giugno 1998 |                 |

### Terza stagione
| n° | Titolo originale      | Titolo italiano               | Prima TV USA   | Prima TV Italia |
| -- | --------------------- | ----------------------------- | -------------- | --------------- |
| 13 | The Mindkiller        | Il killer della mente         | 23 maggio 1999 | inedito         |
| 14 | Twitch Is Down        | La contrazione è abbassata    | 24 maggio 1999 | inedito         |
| 15 | Seed of the Hellspawn | Il seme dell'Hellspawn        | 25 maggio 1999 | inedito         |
| 16 | Hunter's Moon         | La luna del cacciatore        | 26 maggio 1999 | inedito         |
| 17 | Chasing the Serpent   | All'inseguimento del serpente | 27 maggio 1999 | inedito         |
| 18 | Prophecy              | Profezia                      | 28 maggio 1999 | inedito         |

## Personaggi e doppiatori

### Personaggi principali
- AI Simmons / Spawn, voce originale di Keith David, italiana di Fabrizio Pucci.
- Narratore, voce originale di Todd McFarlane, italiana di Carlo Sabatini.

### Personaggi ricorrenti
- Caino / Cogliostro, voce originale di Richard Dysart, italiana di Carlo Sabatini.
- Wanda Blake, voce originale di Dominique Jennings, italiana di Giuppy Izzo.
- Terry Fitzgerald, voce originale di Victor Love e Michael Beach, italiana di Loris Loddi.
- Cyan Fitzgerald, voce originale di Kath Soucie, italiana di Maria Restivo.
- Detective Sam Burke, voce originale di James Keane, italiana di Dario De Grassi.
- Maximilian "Twitch" Williams, voce originale di Michael McShane.
- Bobby, voce originale di Victor Love e Michael Beach, italiana di Edoardo Nevola.
- Gareb, voce originale di Michael McShane, italiana di Dante Biagioni.

### Antagonisti
- Jason Wynn, voce originale di John Rafter Lee, italiana di Stefano De Sando.
- Violator / Clown, voce originale di Michael Nicolosi (forma umana) e James Hanes (forma demoniaca), italiana di Eugenio Marinelli.
- Merrick, voce originale di Denise Poirier.
- Billy Kincaid, voce originale di Ronny Cox.
- Commissario Louis Banks, voce originale di Victor Brandt.
- Jess Chapel, voce originale di Ruben Santiago-Hudson.
- Senatore Scott McMillan, voce originale di Ronny Cox.
- Tony Twistelli, voce originale di James Keane, italiana di Ennio Coltorti.
- Overt-Kill, voce originale di James Hanes.
- Angela, voce originale di Denise Poirier, italiana di Laura Boccanera.
- Lilly, voce originale di Jennifer Jason Leigh.